# 葛雷漢·諾頓
葛雷漢·威廉·沃克（英語：Graham William Walker；1963年4月4日—），藝名葛雷漢·諾頓（英語：Graham Norton）是一名於愛爾蘭電視及電台主持、電視評論員、喜劇演員和演員。他的節目《葛雷漢諾頓秀》於英國學術電視獎五之獲獎，而節目之前於英國廣播公司第二台播放，後來於2010年在第一台接替喬納森·羅斯的節目，於星期五晚上黃金時段播放。他亦是BBC廣播二台上的主持，以及於BBC作歐洲歌唱大賽的電視評論員，被《Hot Press》雜誌評為「二十一世紀對特里·沃根的答案」。諾頓以由諷刺主導的對話和龍飛鳳舞的演講風格知名。2012年，他把自己的製作公司So Television以1700萬英鎊售予獨立電視公司。

## 外部連結
- Graham Norton在互联网电影资料库（IMDb）上的資料（英文）
- Graham Norton 在英國電影協會的Screenonline

| 媒體職務             | 媒體職務                                              | 媒體職務    |
| -------------------- | ----------------------------------------------------- | ----------- |
| 前任者： Terry Wogan | 歐洲歌唱大賽英國評論員 2009－現時                     | 現任        |
| 前任： N/A           | 歐洲跳舞大賽評論員 （與Claudia Winkleman） 2007、2008 | 繼任： 待定 |